# پارک لینکلن

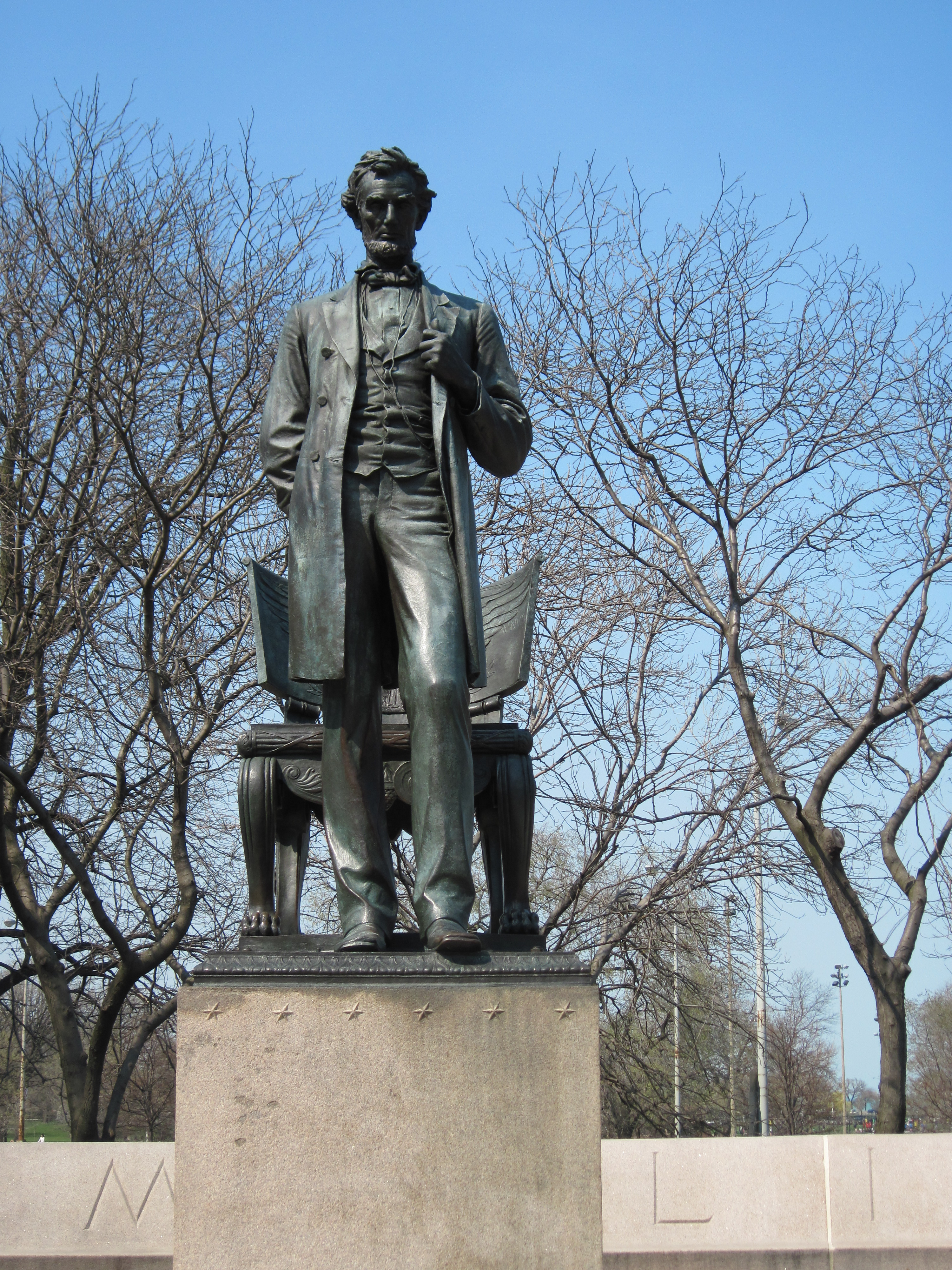
مجسمه برنزی آبراهام لینکلن در پارک لینکلن. ساخته شده در سال .۱۸۸۷ مهمترین مجسمه لینکلن از قرن نوزدهم

پارک لینکلن (به انگلیسی: Lincoln Park) با مساحتی حدود ۴٫۹ کیلومتر مربع در امتداد ساحل شیکاگو، ایلینوی و مقابل دریاچه میشیگان قرار گرفته‌است. پارک لینکلن بزرگترین پارک عمومی شیکاگو است. این پارک بعد از آبراهام لینکلن نام‌گذاری شده‌است. این پارک با طول ۱۱ کیلومتر، از خیابان اوهایو در جنوب تا نزدیکی خیابان آردمور در شمال، در شمال پایانه لیک شور درایو در خیابان هالیوود امتداد دارد.

امکانات تفریحی پارک شامل ۱۵ زمین بیس بال، ۶ زمین بسکتبال، زمین سافت بال، زمین فوتبال، ۳۵ زمین تنیس، ۱۶۳ زمین والیبال و .. می‌باشد. این پارک همچنین دارای یک بندرگاه با امکانات قایق سواری است.
پارک لینکلن با حدود ۲۰ میلیون بازدیدکننده در سال، دومین پارک پر بازدید در ایالات متحده آمریکا است.

## نگارخانه

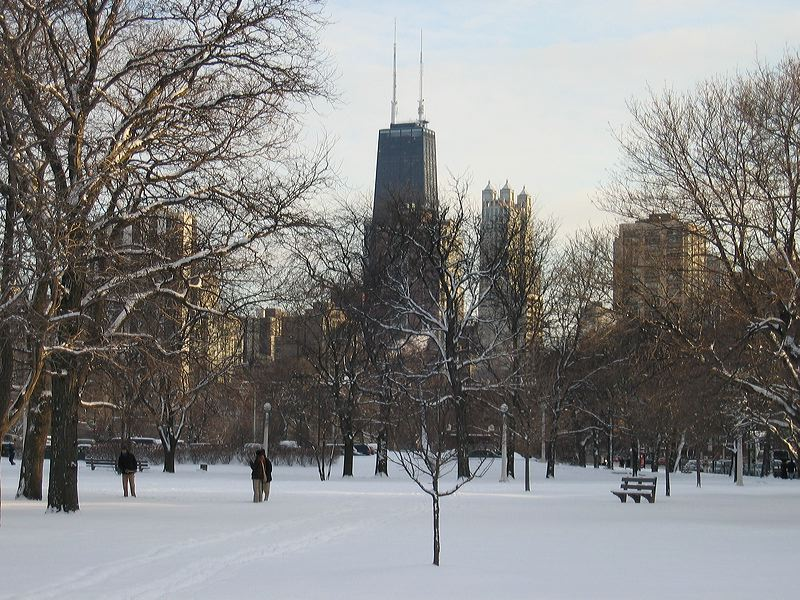
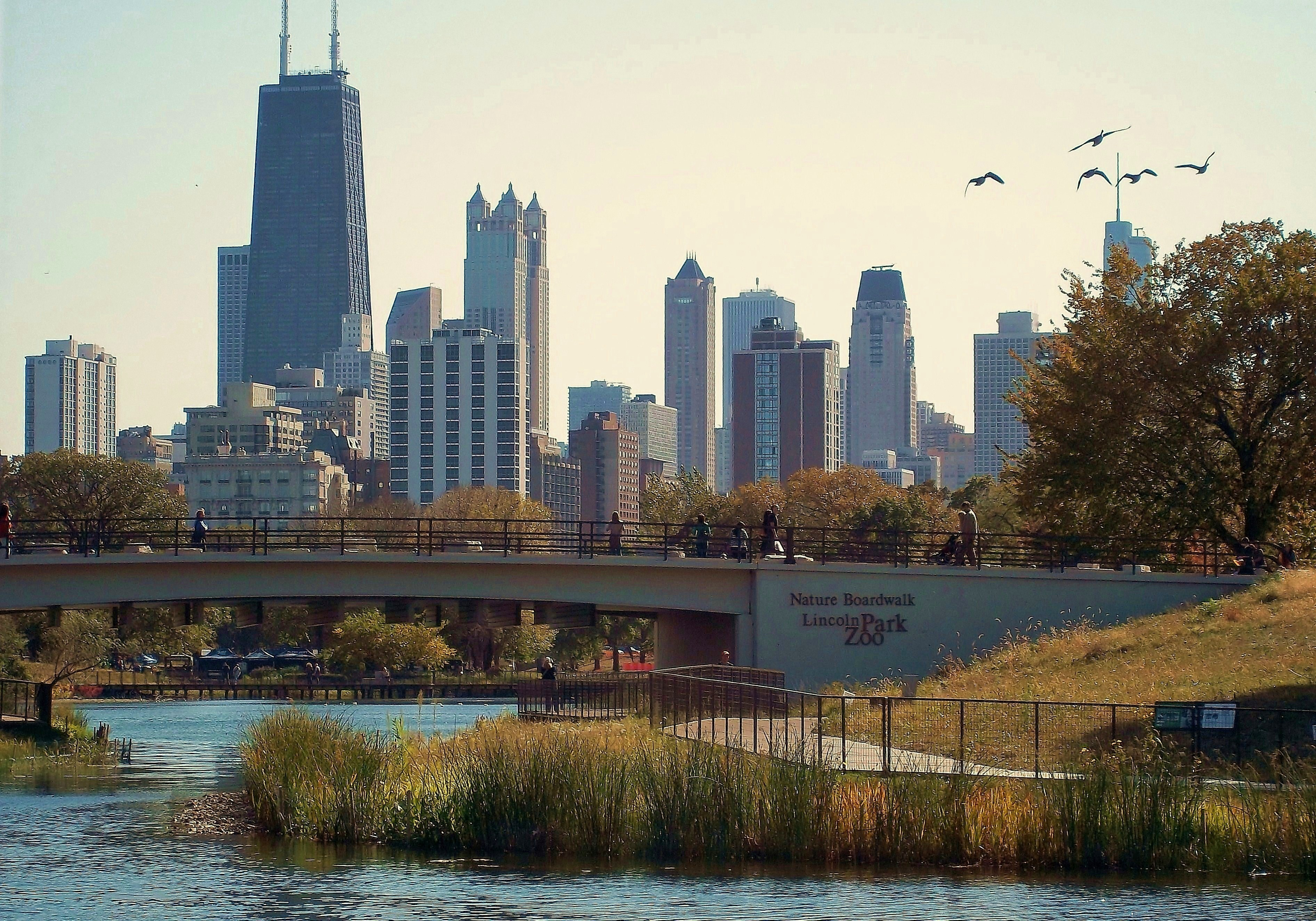
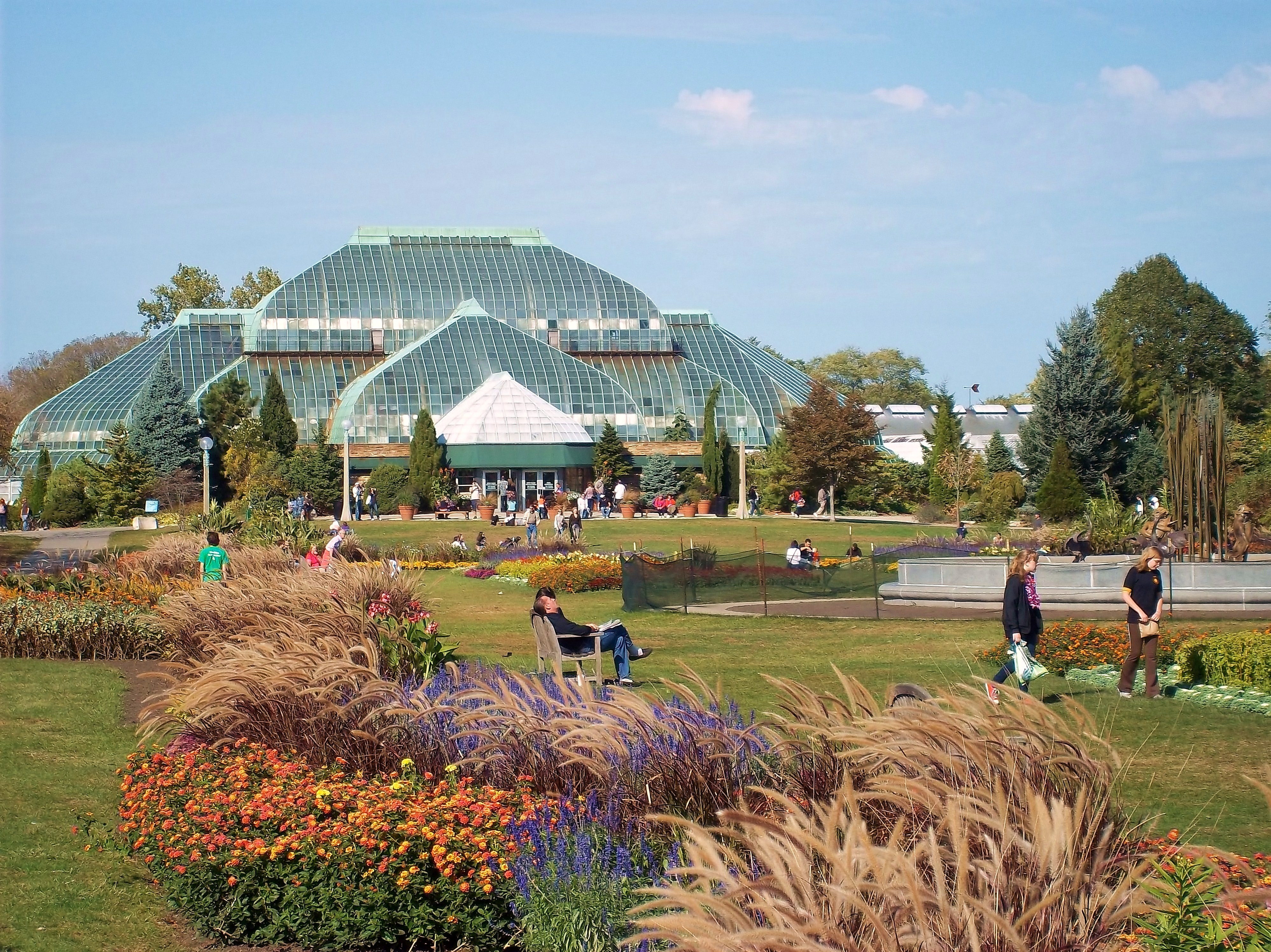
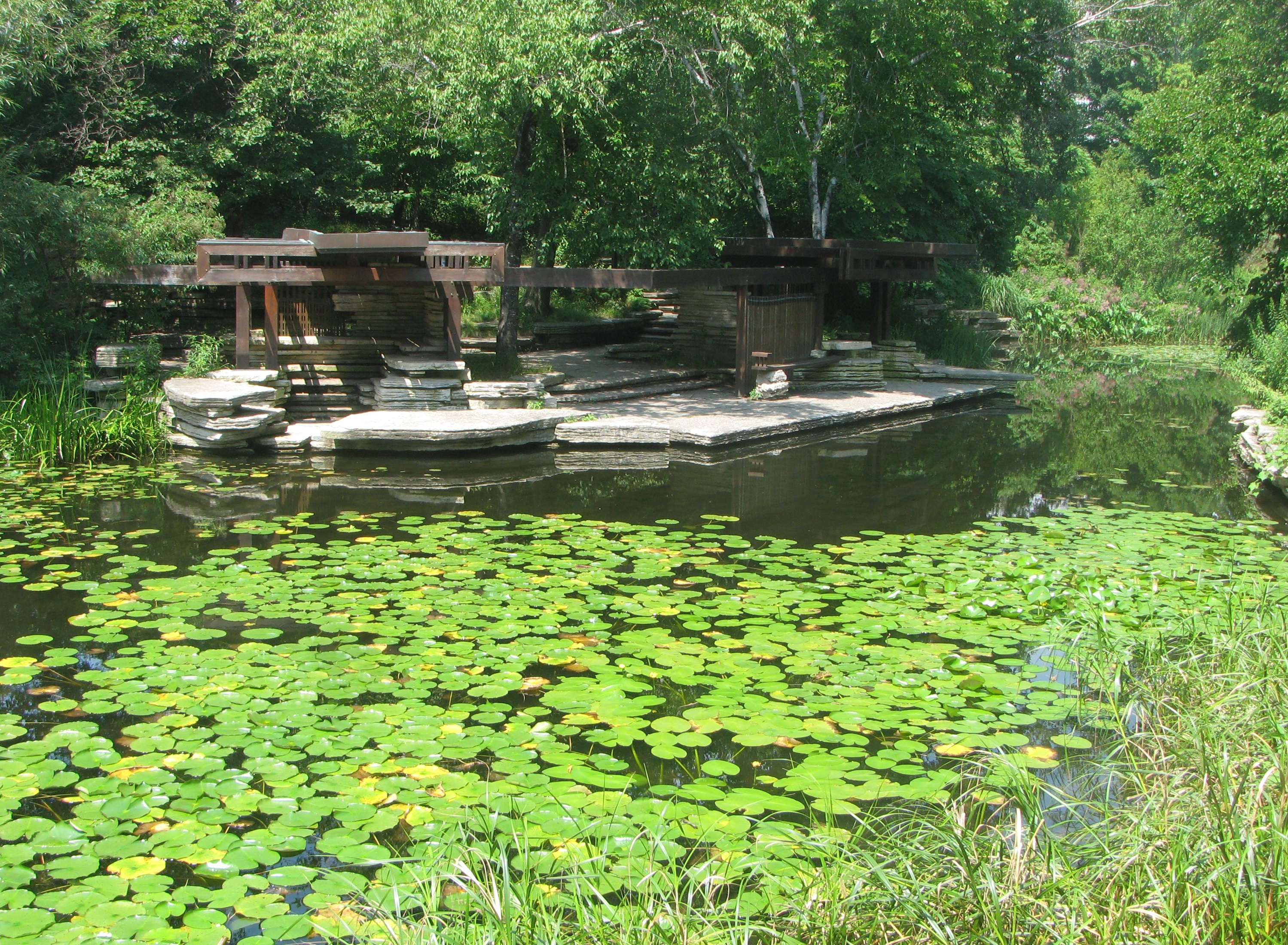
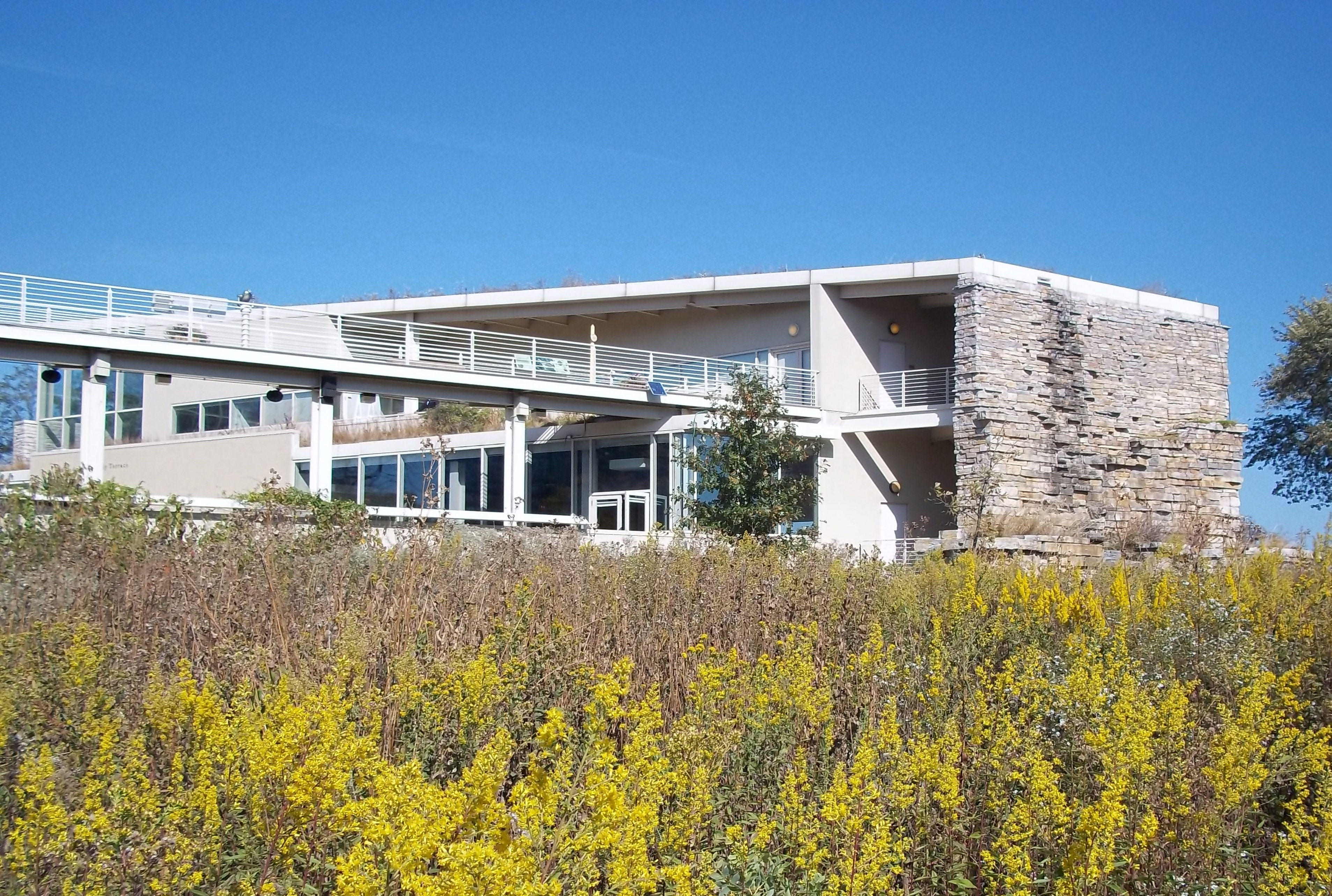
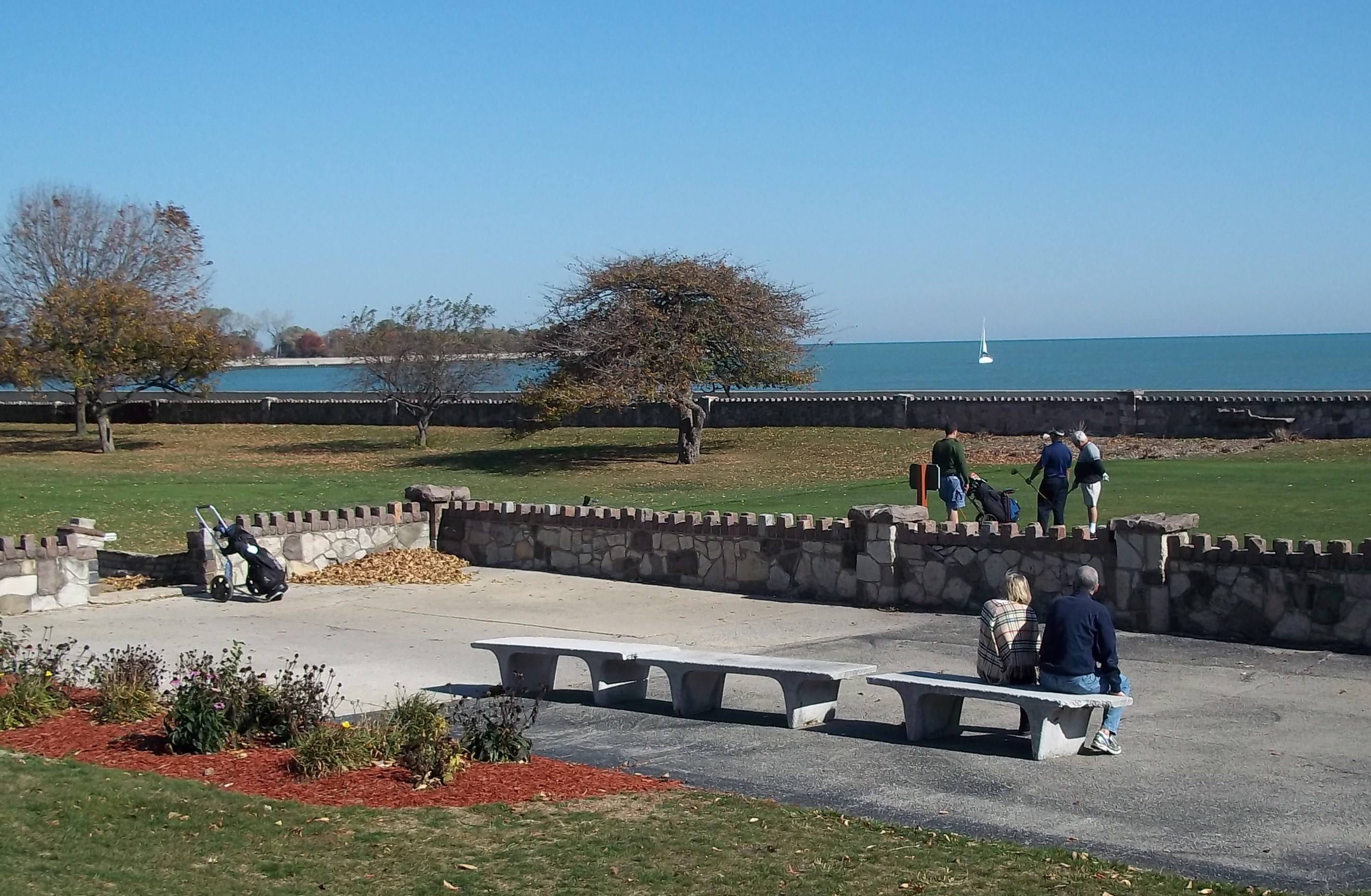
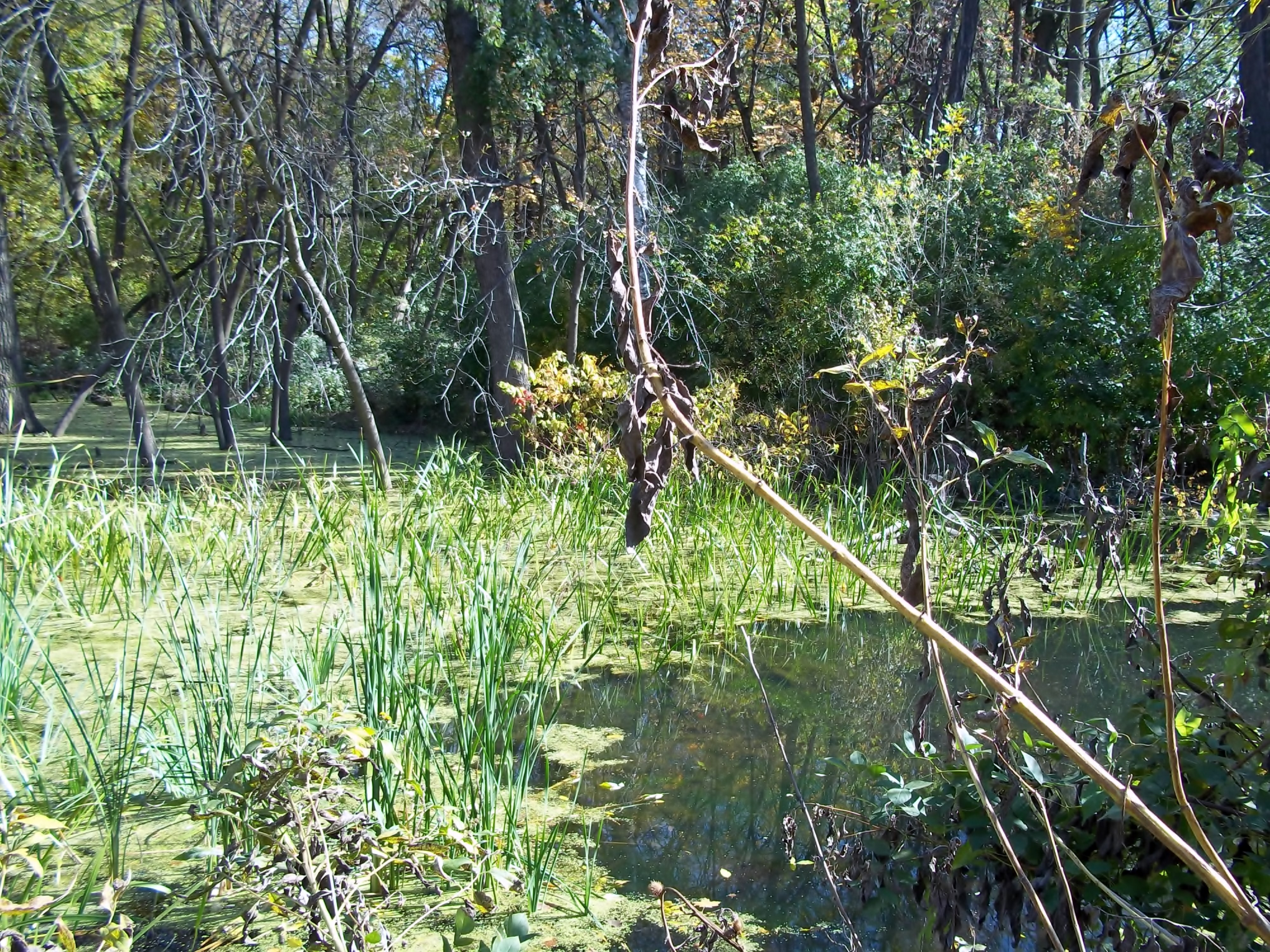
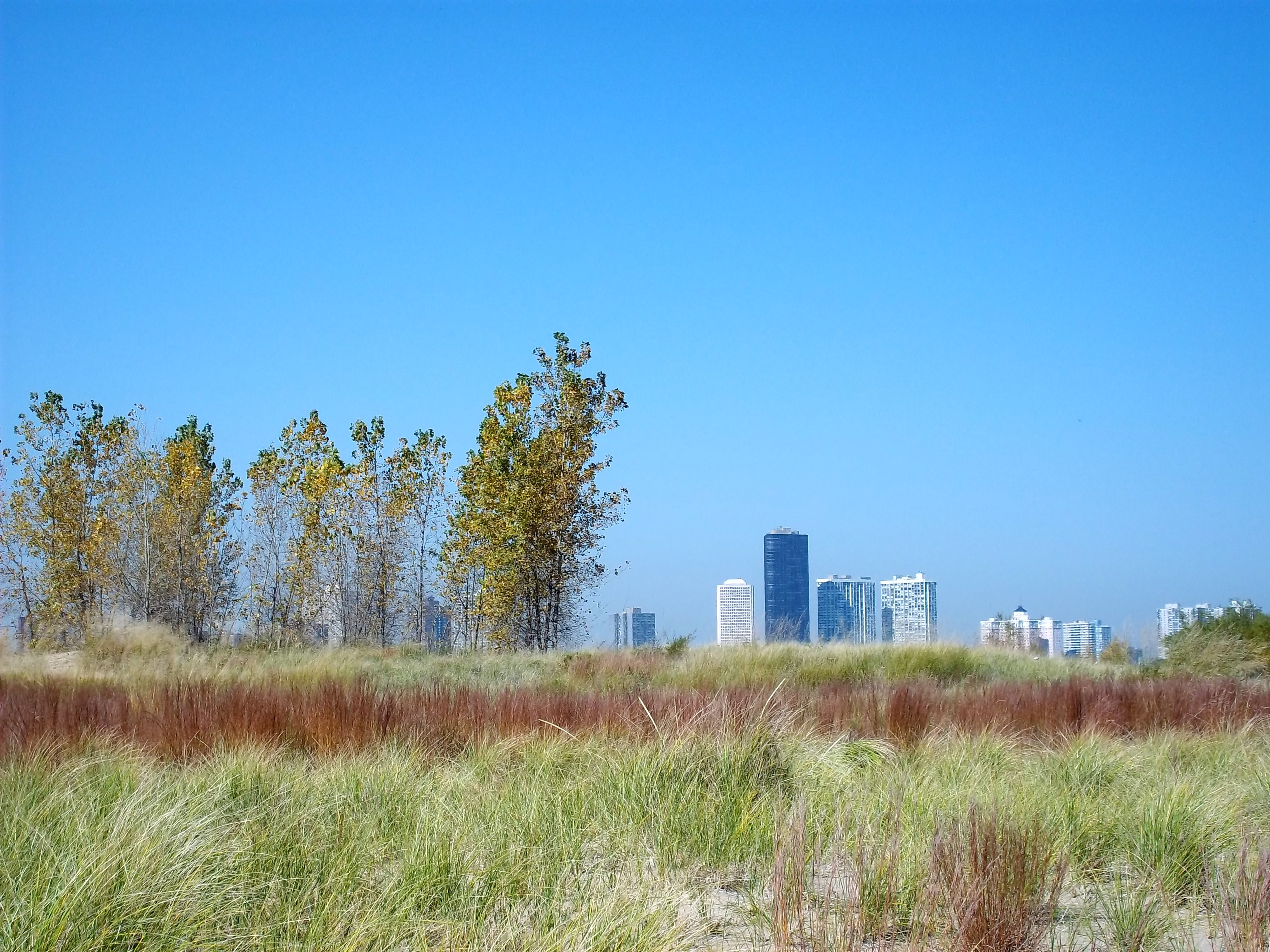